# Glaucocharis stenura
Glaucocharis stenura là một loài bướm đêm trong họ Crambidae.